# Гукеріальні
Гукеріальні (Hookeriales) — це ботанічна назва ряду Bryophyta або листяних мохів. Названий на честь Вільяма Джексона Хукера, він складається в основному з субтропічних і тропічних видів мохів із загалом складними та асиметричними листками.

## Родини
- Daltoniaceae
- Hookeriaceae
- Hypopterygiaceae
- Leucomiaceae
- Pilotrichaceae
- Saulomataceae
- Schimperobryaceae